# Przemiana
Przemiana (niem. Die Verwandlung) – opowiadanie Franza Kafki napisane pomiędzy 17 listopada a 7 grudnia 1912.

## Fabuła
Bohaterem utworu jest Gregor Samsa, który pewnego dnia budzi się przemieniony w dużego, potwornego robaka. Chce żyć normalnie, jednak jest to niemożliwe, gdyż nie potrafi nawet podnieść się z łóżka. W konsekwencji traci pracę. Rodzina trzyma go zamkniętego w pokoju, dbając, by nikt nie dowiedział się, co się z nim stało.
Pod wpływem przeistoczenia Gregora zmieniają się również członkowie jego rodziny. Muszą zarabiać na życie, ponieważ dotychczas byli na utrzymaniu Gregora.
Przemiana, która całkowicie odizolowała Gregora od świata, doprowadziła w końcu do jego śmierci, ku uldze rodziny, która miała go już dość.

## Odniesienia w kulturze masowej
W 2012 w Wielkiej Brytanii powstała ekranizacja utworu, film Metamorphosis w reżyserii Chrisa Swantona. W 2020 Przemiana stała się podstawą gry komputerowej Metamorphosis.